# Kela (langue)
Pour les articles homonymes, voir Kela.
Le kela (ou ikela) est une langue bantoue parlée en République démocratique du Congo.